# Megachile townsendiana
Megachile townsendiana är en biart som beskrevs av Cockerell 1898. Megachile townsendiana ingår i släktet tapetserarbin, och familjen buksamlarbin. Inga underarter finns listade i Catalogue of Life.